# Magica de Hex
Magica de Hex (original: Magica De Spell) är en figur i Kalle Ankas universum. Hon skapades av Carl Barks 1961 i serien "The Midas Touch" (senare utgiven på svenska som "Förtrollande beröring"). Hon har axellångt svart hår och är oftast klädd i svart klänning och svarta pumps. Hennes allt överskuggande mål i livet är att stjäla Joakim von Ankas turkrona.

## Beskrivning

### Karaktärsdrag
Magica de Hex bor på Vesuvius sluttning tillsammans med korpen Nemesis. I tidigare serier benämns ibland Nemesis som "Korpus". Hon har bara ett mål i livet: Att stjäla Joakim von Ankas första krona för att sedan smälta den tillsammans med mynt från andra rika män i världen till en amulett som ska göra henne rikast och mäktigast i världen. Hon faller dock alltid på mållinjen och lyckas aldrig. Hennes yviga humör och underskattande av omgivningen är oftast de största hindren. 
Hon brukar använda diverse olika trollstavar och magiformler för att nå sitt mål. I särklass vanligast är foffbomberna, små påsar som när de kastas exploderar med ett ljudligt "foff" varvid offren tillfälligt paralyseras.
Magica de Hex har någon gång jobbat tillsammans med Madame Mim, Björnligan, Guld-Ivar Flinthjärta och von Pluring, men hon har också jobbat mot dem vid flera tillfällen.
Magica har även någon gång blivit god, men detta varade inte för alltid.

### Nemesis
Nemesis (original: Ratface, på svenska ibland även kallad "Råttansikte") är korpen som är Magicas assistent. Nemesis skapades liksom Magica av Carl Barks och dök först upp i Magicas första serie "Förtrollande beröring" från 1961. I Duck Tales är Nemesis utbytt mot en annan korp, Poe, som är Magicas förtrollade bror.

## Produktionshistorik

### Debut
Magica de Hex skapades av Carl Barks 1961 i serien The Midas Touch (senare utgiven på svenska som Förtrollande beröring).

### Carl Barks och Magica
Carl Barks berättar att han länge funderat på att låta ankorna möta en häxa. Vid två tidigare tillfällen hade han ritat en traditionell (ful) häxa, med övernaturliga krafter, åt Kalle Anka, men nu bestämde han sig för att göra figuren till en attraktiv, farlig ankflicka som kallade sig förtrollerska, "sorceress", istället.
Den främsta förebilden till Magicas utseende torde ha varit Morticia i Charles Addams serie om Familjen Addams. Även italienska filmstjärnor som Sophia Loren och häxan i Disneys film Törnrosa (1959) kan ha inspirerat.
Magica var med i nio äventyr av Barks mellan 1961 och 1964 och blev så den mest förekommande av de nya figurer han uppfann på 1960-talet. Redan 1963 började hon uppträda i de italiensktecknade Kalle Anka-serierna.

### Don Rosa och Magica
Ank-tecknaren Don Rosa har vid flera tillfällen förklarat att han inte anser att Magica har några övernaturliga krafter, utan att hon är en mycket skicklig hantverkare med mystiska kunskaper, lite lik Oppfinnar-Jocke. I ett avsnitt av Don Rosa visas det för övrigt att det var Magica som gav Joakim von Anka turkronan; hon har då använt ett så kallade tidsljus för att resa tillbaka i tiden och stjäla turkronan från Joakim i hans ungdom, innan han blivit så väldigt listig. Dock tänker hon inte på att han då inte än har blivit världens rikaste anka, och sålunda blir turkronan aldrig någon turkrona (hon lyckas nämligen få tag på den under tidsresan, som håller i en timme) om hon inte ger honom den.

### Svensk historik
Magica de Hex syntes 1963 för första gången i översättning till svenska. Det skedde i Kalle Anka & C:o-historien "Ett bombsäkert kassaskåp" (KA 7-8-9/63). Första svenska publicering av "The Midas Touch", på svenska kallad "Förtrollande beröring", skedde långt senare, i Kalle Anka & C:o 44/1976.

## Namnet i andra sammanhang
I Stockholm finns en frisersalong "Magica De Sax". Detta är en parodi på hennes namn.
I Sveriges Radio P1:s 100 dagar med regeringen 2022 gör DN:s kulturchef Björn Wiman en analogi mellan den föregående höstens debatt om kulturkanon och effekten av Magicas foffbomber, där han menar att såväl den förra som den senare "får dem att se bort från det som verkligen händer i bakgrunden".